# Bahnstrecke Lipová Lázně–Bernartice u Javorníka
| Kursbuchstrecke (SŽ): | 295                  |                                                   |                                                   |
| Streckenlänge: | 26,3 km              |                                                   |                                                   |
| Spurweite: | 1435 mm (Normalspur) |                                                   |                                                   |
| Streckenklasse: | C4                   |                                                   |                                                   |
| Streckengeschwindigkeit: | 60 km/h              |                                                   |                                                   |
| |                      |                                                   |                                                   |
| \| \| \| von Hanušovice (vorm. ÖLEG) \| \| \| \| 0,000 \| Lipová Lázně früher Niederlindewiese \| Lipová Lázně früher Niederlindewiese \| \| \| \| nach Głuchołazy (vorm. ÖLEG) \| \| \| \| 1,152 \| Tunnel Dolnolipovský (105 m) \| Tunnel Dolnolipovský (105 m) \| \| \| \| vlečka OMYA \| \| \| \| 2,782 \| Lipová Lázně jeskyně ehem. Ausweiche Am Gemärke \| Lipová Lázně jeskyně ehem. Ausweiche Am Gemärke \| \| \| \| Vidnávka \| \| \| \| 9,855 \| Vápenná \| Vápenná \| \| \| 12,639 \| vlečka Černá Voda \| vlečka Černá Voda \| \| \| 13,248 \| Žulová \| Žulová \| \| \| \| Vidnávka \| \| \| \| \| Vidnávka \| \| \| \| 15,010 \| Tomíkovice \| Tomíkovice \| \| \| \| Vidnávka \| \| \| \| 17,246 \| Kobylá nad Vidnavkou \| Kobylá nad Vidnavkou \| \| \| \| Vidnávka \| \| \| \| 20,128 \| Velká Kraš früher Groß Krosse \| Velká Kraš früher Groß Krosse \| \| \| \| nach Vidnava \| \| \| \| 23,556 \| Horní Heřmanice \| Horní Heřmanice \| \| \| \| Vojtovický potok \| \| \| \| 25,716 \| Bernartice u Javorníka früher Barzdorf (ehem. Bf) \| Bernartice u Javorníka früher Barzdorf (ehem. Bf) \| \| \| \| nach Javorník ve Slezsku \| \| \| \| 26,30 \| Staatsgrenze Tschechien–Polen \| Staatsgrenze Tschechien–Polen \| \| \| \| Dziewiętlice früher Heinersdorf (Schles) \| \| \| \| \| nach Otmuchów (vorm. Pr. Stb.) \| \| |                      |                                                   |                                                   |
| Strecke |                      | von Hanušovice (vorm. ÖLEG)                       | von Hanušovice (vorm. ÖLEG)                       |
| Bahnhof | 0,000                | Lipová Lázně früher Niederlindewiese              | Lipová Lázně früher Niederlindewiese              |
| Abzweig geradeaus und nach rechts |                      | nach Głuchołazy (vorm. ÖLEG)                      | nach Głuchołazy (vorm. ÖLEG)                      |
| Tunnel | 1,152                | Tunnel Dolnolipovský (105 m)                      | Tunnel Dolnolipovský (105 m)                      |
| Abzweig geradeaus und von links |                      | vlečka OMYA                                       | vlečka OMYA                                       |
| Haltepunkt / Haltestelle | 2,782                | Lipová Lázně jeskyně ehem. Ausweiche Am Gemärke   | Lipová Lázně jeskyně ehem. Ausweiche Am Gemärke   |
| Brücke |                      | Vidnávka                                          | Vidnávka                                          |
| Bahnhof | 9,855                | Vápenná                                           | Vápenná                                           |
| Abzweig geradeaus und ehemals von rechts | 12,639               | vlečka Černá Voda                                 | vlečka Černá Voda                                 |
| Bahnhof | 13,248               | Žulová                                            | Žulová                                            |
| Brücke |                      | Vidnávka                                          | Vidnávka                                          |
| Brücke |                      | Vidnávka                                          | Vidnávka                                          |
| Haltepunkt / Haltestelle | 15,010               | Tomíkovice                                        | Tomíkovice                                        |
| Brücke |                      | Vidnávka                                          | Vidnávka                                          |
| Haltepunkt / Haltestelle | 17,246               | Kobylá nad Vidnavkou                              | Kobylá nad Vidnavkou                              |
| Brücke |                      | Vidnávka                                          | Vidnávka                                          |
| Bahnhof | 20,128               | Velká Kraš früher Groß Krosse                     | Velká Kraš früher Groß Krosse                     |
| Abzweig geradeaus und nach rechts |                      | nach Vidnava                                      | nach Vidnava                                      |
| Haltepunkt / Haltestelle | 23,556               | Horní Heřmanice                                   | Horní Heřmanice                                   |
| Brücke |                      | Vojtovický potok                                  | Vojtovický potok                                  |
| Haltepunkt / Haltestelle | 25,716               | Bernartice u Javorníka früher Barzdorf (ehem. Bf) | Bernartice u Javorníka früher Barzdorf (ehem. Bf) |
| Abzweig ehemals geradeaus und nach links |                      | nach Javorník ve Slezsku                          | nach Javorník ve Slezsku                          |
| Grenze (Strecke außer Betrieb) | 26,30                | Staatsgrenze Tschechien–Polen                     | Staatsgrenze Tschechien–Polen                     |
| Bahnhof (Strecke außer Betrieb) |                      | Dziewiętlice früher Heinersdorf (Schles)          | Dziewiętlice früher Heinersdorf (Schles)          |
| Strecke (außer Betrieb) |                      | nach Otmuchów (vorm. Pr. Stb.)                    | nach Otmuchów (vorm. Pr. Stb.)                    |

Die Bahnstrecke Lipová Lázně–Bernartice u Javorníka ist eine Eisenbahnverbindung in Tschechien, die ursprünglich durch die k.k. Staatsbahnen (kkStB) als Lokalbahn erbaut und betrieben wurde. Sie zweigt in Lipová-lázně (Niederlindewiese) von der Bahnstrecke Hanušovice–Głuchołazy ab und führt über Velká Kraš (Groß Krosse) bis zur Landesgrenze in Bernartice u Javorníka (Barzdorf). Dort bestand bis 1945 Anschluss nach Otmuchów (Ottmachau).
Nach einem Erlass der tschechischen Regierung ist die Strecke seit dem 20. Dezember 1995 als regionale Bahn („regionální dráha“) klassifiziert.

## Geschichte

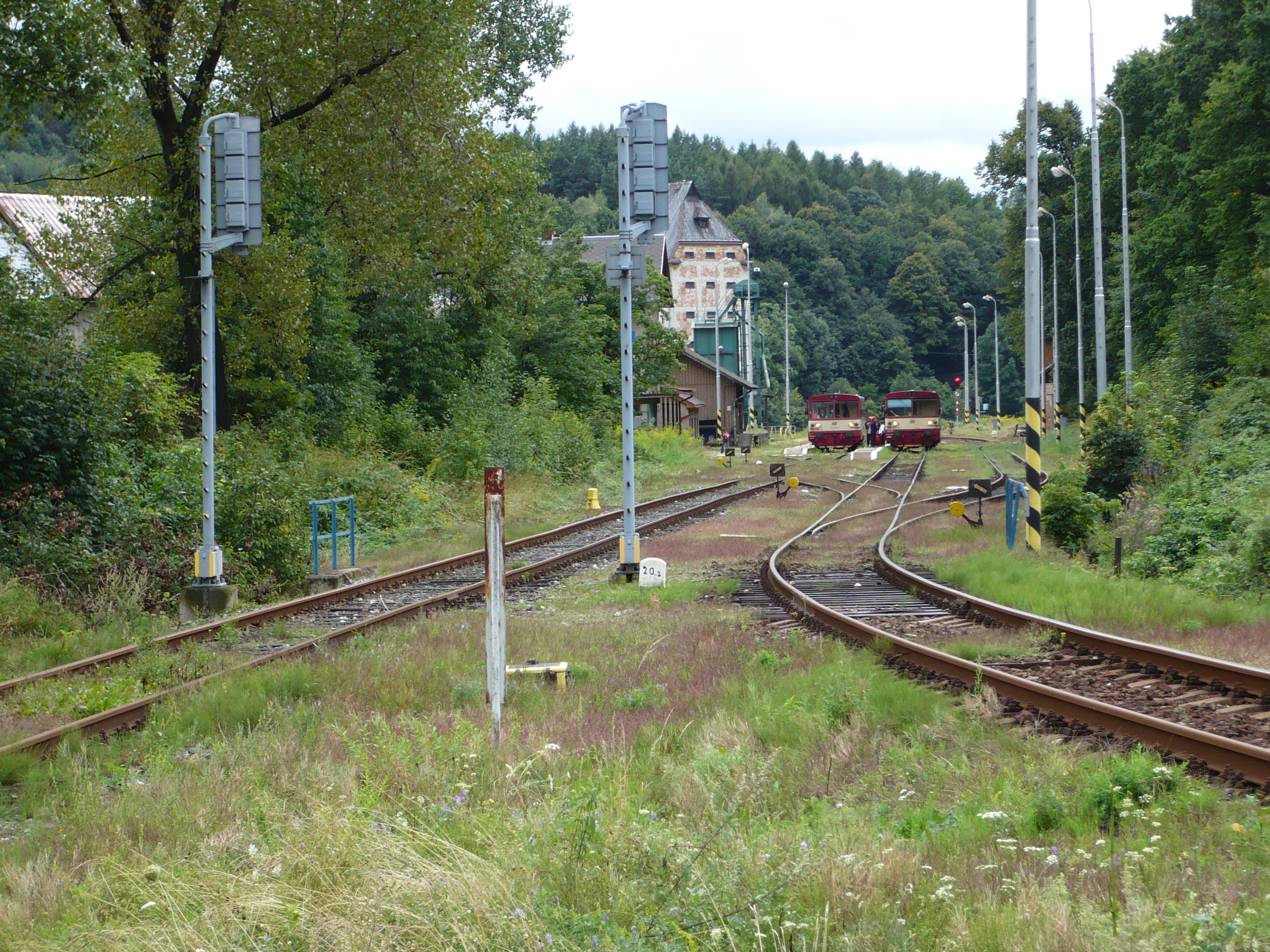
Bahnhof Velká Kraš

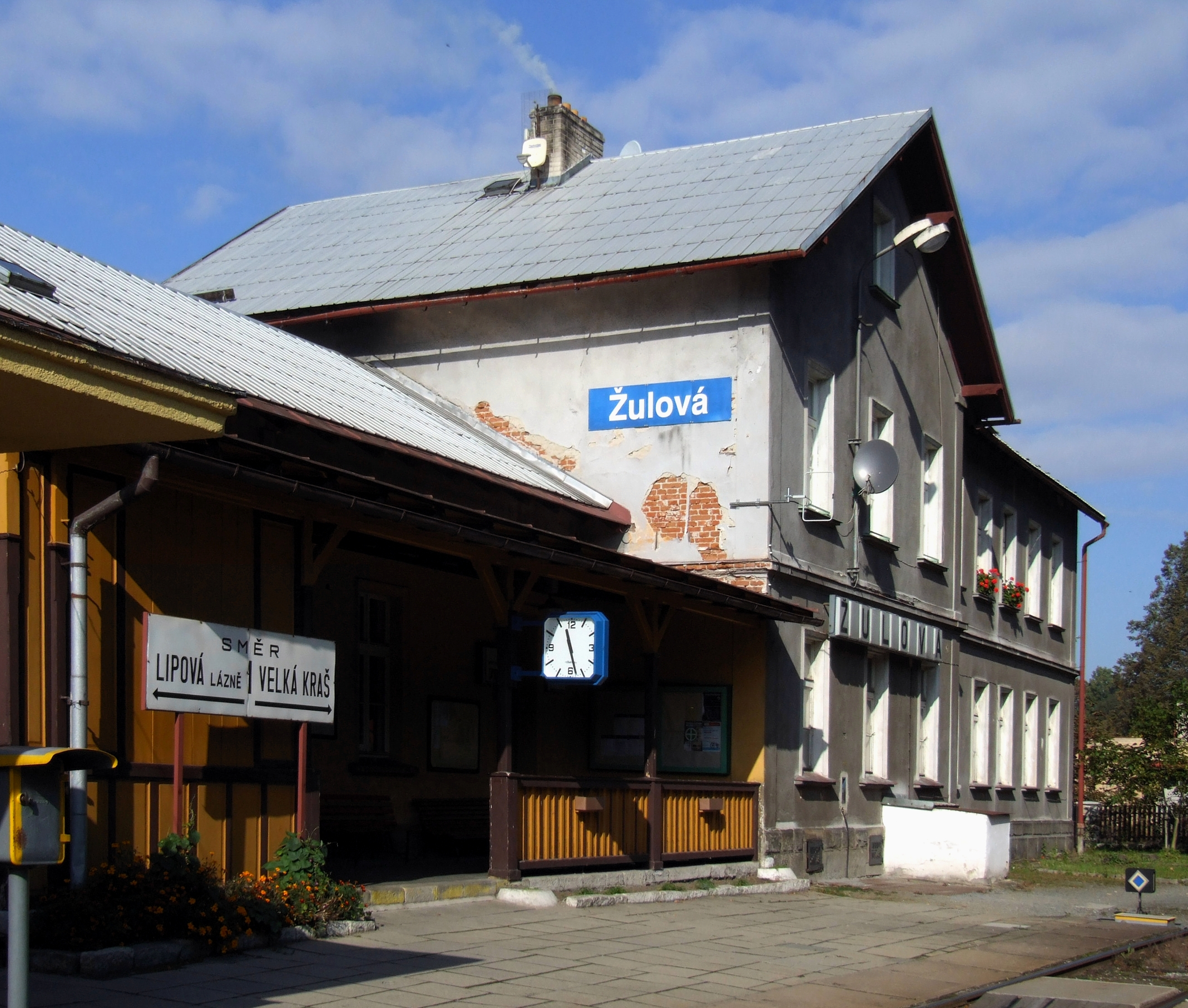
Bahnhof Žulová (Friedberg)

Bereits in der am 5. März 1885 ausgestellten Konzessionsurkunde für die Lokalbahn Hannsdorf–Ziegenhals war die Österreichische Lokaleisenbahngesellschaft (ÖLEG) zum Bau einer Zweigbahn nach Barzdorf verpflichtet worden, falls die Staatsverwaltung dies verlangen würde. Die zwischenzeitliche Verstaatlichung der ÖLEG verhinderte jedoch dieses Vorhaben.
Am 1. November 1893 nahm die Preußische Staatsbahn ihre Strecke Ottmachau–Heinersdorf in Betrieb. Daraufhin errichtete der österreichische Staat die Strecke Niederlindewiese–Reichsgrenze nächst Barzdorf in eigener Regie. Am 2. Juli 1896 wurde die Strecke eröffnet.
Nach dem Ersten Weltkrieg kam die Strecke zu den neu gegründeten Tschechoslowakischen Staatsbahnen ČSD. 1919 errichtete das Steinbruchunternehmen H. Kulka eine 2,8 km lange private Schleppbahn von Friedeberg nach Schwarzwasser, die später noch eine zweite Ladestelle (Haspelberg) erhielt. Nach dem Konkurs der Firma H. Kulka wurde die Schleppbahn der ČSD angeboten, die sie jedoch aus finanziellen Gründen nicht übernahm. Angedacht war seinerzeit der Umbau zu einer öffentlichen Strecke und eine Erweiterung bis Groß Kunzendorf (Velké Kunětice).
Nach der Angliederung des Sudetenlandes an Deutschland im Herbst 1938 kam die Strecke zur Deutschen Reichsbahn, Reichsbahndirektion Oppeln. Im Reichskursbuch war die Verbindung nun Teil der KBS 151x Ottmachau–Barzdorf–Jauernig/Nieder Lindewiese. Nach dem Ende des Zweiten Weltkriegs kam die Strecke wieder vollständig zu den ČSD. Der grenzüberschreitende Verkehr ins nunmehr polnisch verwaltete Schlesien wurde nach 1945 nicht mehr aufgenommen. Die PKP betrieb die Strecke Dziewiętlice–Otmuchów noch bis 1961, bis 1977 wurde sie abgebaut.
Die Schleppbahn nach Černá Voda wurde 1966 gekürzt und endete an der Ladestelle Haspelberk. 1974 wurde sie letztmals bedient.
Am 1. Januar 1993 ging die Strecke im Zuge der Auflösung der Tschechoslowakei an die neu gegründeten České dráhy (ČD) über. Seit 2003 gehört sie zum Netz des staatlichen Infrastrukturbetreibers Správa železniční dopravní cesty (SŽDC).
Heute wird die Strecke Lipová-lázně–Bernartice u Javorníka zusammen mit der anschließenden Linie nach Javorník als Einheit betrieben. Personenzüge verkehren in einem angenäherten Zweistundentakt mit werktäglichen Verstärkerfahrten. Im Güterverkehr besitzt die Strecke heute nur noch eine untergeordnete Bedeutung.